# Antoni Wodzicki
Antoni Wodzicki (2. září 1848 – 23. února 1918 Krakov) byl rakouský šlechtic a politik polské národnosti z Haliče, na konci 19. století poslanec Říšské rady.

## Biografie
Vystudoval práva a po absolvování školy se usadil v Krakově a byl veřejně i politicky aktivní. Od roku 1889 do roku 1914 byl poslancem Haličského zemského sněmu.
Byl i poslancem Říšské rady (celostátního parlamentu Předlitavska), kam usedl v doplňovacích volbách roku 1890 za kurii velkostatkářskou v Haliči. Slib složil 18. prosince 1890. Mandát obhájil ve volbách roku 1891. Do parlamentu se vrátil ve volbách roku 1901. Rezignoval roku 1905 a do Říšské rady místo něj usedl v listopadu 1905 Antoni Górski. Ve volebním období 1885–1891 se uvádí jako hrabě Anton Wodzicki, statkář, bytem Krakov.
Na Říšské radě je po volbách roku 1891 uváděn coby člen Polského klubu. Polský klub reprezentoval i po volbách roku 1901. Zasedal tehdy ve vedení Polského klubu.
Od srpna 1905 zasedal coby poslanec Panské sněmovny (nevolená horní komora Říšské rady), kde patřil mezi konzervativní pravici. Od roku 1901 měl titul tajného rady.
Zemřel v únoru 1918.